# Walitelon Selatan
Walitelon Selatan is een bestuurslaag in het regentschap Temanggung van de provincie Midden-Java, Indonesië. Walitelon Selatan telt 2858 inwoners (volkstelling 2010).